# U-Kanamono
Le U-Kanamono était un modèle de sous-marins de poche (plus précisément semi-submersible) côtier de la marine impériale japonaise développé sans succès en 1944-1945. 
Ce sous-marin était dérivé de conteneurs de ravitaillement sous-marins convoyés par des sous-marins classiques mais ayant une petite autonomie pour atteindre les côtes.  
La conception est extrêmement simple : une longue section médiane cylindrique contenant deux membres d’équipage encadrée par une poupe et une proue coniques contenant respectivement un moteur de torpille à air comprimé et un tube lance torpille contenant une torpille de 45 cm de diamètre dotée de 600  kg d'explosif.  
Le navire ne pouvait pas plonger mais restait au ras de l'eau avec un kiosque émergeant doté de petites fenêtres et non d'un périscope.  
Le concept était plein de défauts : autonomie ridicule de 2,6 km à faible vitesse (6 km/h), facilement repérable et très vulnérable avec son kiosque toujours émergé, très mauvaise tenue à la mer, problème de centre de gravité en particulier lors du lancement de la torpille, faible capacité offensive (une torpille ne suffit pas à couler un navire un tant soit peu important)...  
À la fin de la guerre, le chantier naval de Kure avait achevé 14 sous-marins mais aucun n'a été envoyé au combat. 
Un modèle réduit au 1/72e a été réalisé par le modéliste tchèque Kora models. 

## Sources
- Harald Fock : Marine-Kleinkampfmittel. Bemannte Torpedos, Klein-U-Boote, Kleine Schnellboote, Sprengboote gestern – heute – morgen. Nikol, Hamburg 1996,  (ISBN 3-930656-34-5), page 51.
- Takeshi Okumoto "L’Empire de la Marine Impériale Toute l’histoire de la plongée sous-marine" Gakken, 2005.  (ISBN 978-4054023390) (en japonais).